# Peter Luger Steak House
Peter Luger Steak House é um restaurante tipo steakhouse localizado no setor Williamsburg na cidade de Nova Iorque e com um segundo local em Great Neck, em Long Island.
Foi considerado o melhor restaurante do tipo da cidade pela Zagat Survey por 30 anos. A casa, localizada no Brooklyn, é notória por seu bar em madeira original e ainda pela sua sala de refeições de aspeto germânico: vigas de madeira expostas, revestimento em madeira de carvalho polido, candeeiros de bronze suspensos no teto e a presença constante de cervejas sobre as mesas da sala. Atualmente, este local está qualificado com três estrelas no Guia Michelin. Em 2002 foi incluído na lista "America's Classics", elaborada pela James Beard Foundation.
O restaurante só aceita pagamento em numerário, cheques prenda Peter Luger ou com o cartão de crédito Peter Luger.